# Laphystia tolandi
Laphystia tolandi là một loài ruồi trong họ Asilidae. Laphystia tolandi được Wilcox miêu tả năm 1960. Loài này phân bố ở vùng Tân Bắc giới.